# Pugs
Pugs（パグズ）は Raku のコンパイラおよびインタプリタである。2005年2月1日、唐鳳 (オードリー・タン) によって始められた。

## 概要
Pugs は Perl 6 の完全な実装による Perl 6 のブートストラッピングを目指す。Haskell で実装されている。
Pugsは次の2つの実行ファイルを含む。
- pugs、インタラクティブシェルを持ったインタプリタ。
- pugscc, Haskell, Perl 5, JavaScript, Parrot バーチャルマシンの PIR アセンブリへのコンパイラ。

Pugs のバージョン番号は、新しいバージョンの公開ごとに 6.0, 6.2, 6.28, 6.283, ... と 2π に収斂するように付けられている。（TeX や METAFONT のバージョン番号と同じ方法である。）